# John Millman
John Millman (ur. 14 czerwca 1989 w Brisbane) – australijski tenisista, reprezentant kraju w Pucharze Davisa, olimpijczyk z Rio de Janeiro (2016).

## Kariera tenisowa
Zawodowy tenisista od roku 2006.
Wielokrotnie występował w turniejach zaliczanych do Wielkiego Szlema; najlepszy wynik odnotował podczas US Open 2018, gdzie dotarł do ćwierćfinału gry singlowej, po wyeliminowaniu min. w czwartej rundzie Rogera Federera. Odpadł po porażce z Novakiem Đokoviciem.
W 2016 zagrał na igrzyskach olimpijskich w Rio de Janeiro, osiągając drugą rundę gry pojedynczej, a we wrześniu 2017 zadebiutował w reprezentacji Australii w Pucharze Davisa.
Pod koniec kwietnia 2018 doszedł do pierwszego w karierze finału zawodów ATP World Tour, na ziemnych kortach w Budapeszcie, broniąc w półfinale przeciwko Aljazowi Bedene trzech piłek meczowych. W październiku 2019 finalista w Tokio, gdzie startował z eliminacji. W 2020 roku zwyciężył w zawodach singlowych w Nur-Sułtanie.
W rankingu gry pojedynczej najwyżej był na 33. miejscu (15 października 2018), a w klasyfikacji gry podwójnej na 165. pozycji (11 czerwca 2018).

### Finały w turniejach ATP Tour
| Legenda                                      |
| -------------------------------------------- |
| Wielki Szlem                                 |
| Igrzyska olimpijskie                         |
| Tennis Masters Cup / ATP Finals              |
| ATP Masters Series / ATP Tour Masters 1000   |
| ATP International Series Gold / ATP Tour 500 |
| ATP International Series / ATP Tour 250      |

#### Gra pojedyncza (1–2)
| Końcowy wynik | Nr | Data                | Turniej    | Nawierzchnia  | Przeciwnik       | Wynik finału |
| ------------- | -- | ------------------- | ---------- | ------------- | ---------------- | ------------ |
| Finalista     | 1. | 29 kwietnia 2018    | Budapeszt  | Ceglana       | Marco Cecchinato | 5:7, 4:6     |
| Finalista     | 2. | 6 października 2019 | Tokio      | Twarda        | Novak Đoković    | 3:6, 2:6     |
| Zwycięzca     | 1. | 1 listopada 2020    | Nur-Sułtan | Twarda (hala) | Adrian Mannarino | 7:5, 6:1     |